# Лайм-Ридж (Пенсільванія)
Лайм-Ридж (англ. Lime Ridge) — переписна місцевість (CDP) в США, в окрузі Колумбія штату Пенсільванія. Населення — 823 особи (2020).

## Географія
Лайм-Ридж розташований за координатами 41°1′25″ пн. ш. 76°21′18″ зх. д. / 41.02361° пн. ш. 76.35500° зх. д. (41.023639, -76.354953).  За даними Бюро перепису населення США в 2010 році переписна місцевість мала площу 4,10 км², з яких 3,36 км² — суходіл та 0,74 км² — водойми. В 2017 році площа становила 3,60 км², з яких 2,92 км² — суходіл та 0,68 км² — водойми.

## Демографія
Згідно з переписом 2010 року, у переписній місцевості мешкало 890 осіб у 376 домогосподарствах у складі 250 родин. Густота населення становила 217 осіб/км².  Було 392 помешкання (96/км²).
Расовий склад населення:
| - 96,5 % — білих - 0,6 % — азіатів - 0,4 % — чорних або афроамериканців - 1,0 % — осіб інших рас |

До двох чи більше рас належало 1,5 %. Частка іспаномовних становила 2,5 % від усіх жителів.
За віковим діапазоном населення розподілялося таким чином: 20,0 % — особи молодші 18 років, 63,5 % — особи у віці 18—64 років, 16,5 % — особи у віці 65 років та старші. Медіана віку мешканця становила 44,2 року. На 100 осіб жіночої статі у переписній місцевості припадало 89,8 чоловіків;  на 100 жінок у віці від 18 років та старших — 86,4 чоловіків також старших 18 років.
Середній дохід на одне домашнє господарство  становив 48 878 доларів США (медіана — 34 432), а середній дохід на одну сім'ю — 64 871 долар (медіана — 42 125). За межею бідності перебувало 24,1 % осіб, у тому числі 37,0 % дітей у віці до 18 років та 12,1 % осіб у віці 65 років та старших.
Цивільне працевлаштоване населення становило 340 осіб. Основні галузі зайнятості: виробництво — 35,3 %, освіта, охорона здоров'я та соціальна допомога — 20,0 %, мистецтво, розваги та відпочинок — 10,0 %, транспорт — 7,1 %.